# L'aiuola (Gianluca Grignani)
L'aiuola è un brano musicale di Gianluca Grignani, estratto come terzo singolo dell'album Uguali e diversi del 2002.

## Descrizione
L'aiuola è stato scritto ed arrangiato da Gianluca Grignani ed Adriano Pennino e prodotto dallo stesso Grignani. Il brano ha partecipato al Festivalbar 2002 ed ha riscosso un notevole successo nel corso dell'estate, arrivando alla ventesima posizione dei singoli più venduti in Italia, giungendo tra i brani più trasmessi in radio e vincendo il premio Dance Award 2002, assegnato da Radio Deejay. Vi è anche un remix dance del brano curato da Andrea Piraz. L'aiuola del titolo del brano è un ovvio riferimento alla zona pelvica femminile. Grignani, parlando del brano, l'ha definito "la mia anima naïf", aggiungendo che normalmente scrive brani dal maggior significato, ma in questo caso ha preferito giocare, dato che è anche quello un aspetto della sua natura.

## Il video
Il video musicale prodotto per L'aiuola è interamente ambientato in uno studio televisivo, dove davanti alle telecamere Gianluca Grignani si esibisce con il proprio gruppo. Intorno a lui alcune ragazze eseguono una coreografia, che prevede che si spoglino man mano, sino a terminare il balletto soltanto in bikini. Le coreografie del videoclip sono state curate da Roberto Saraceno.

## Tracce
CD Single
1. L'Aiuola (P2P Extended Remix) - 5:02
2. L'Aiuola (P2P Radio Cut) - 3:40
3. L'Aiuola (Album Version) - 3:30